# キアイア鋼索線

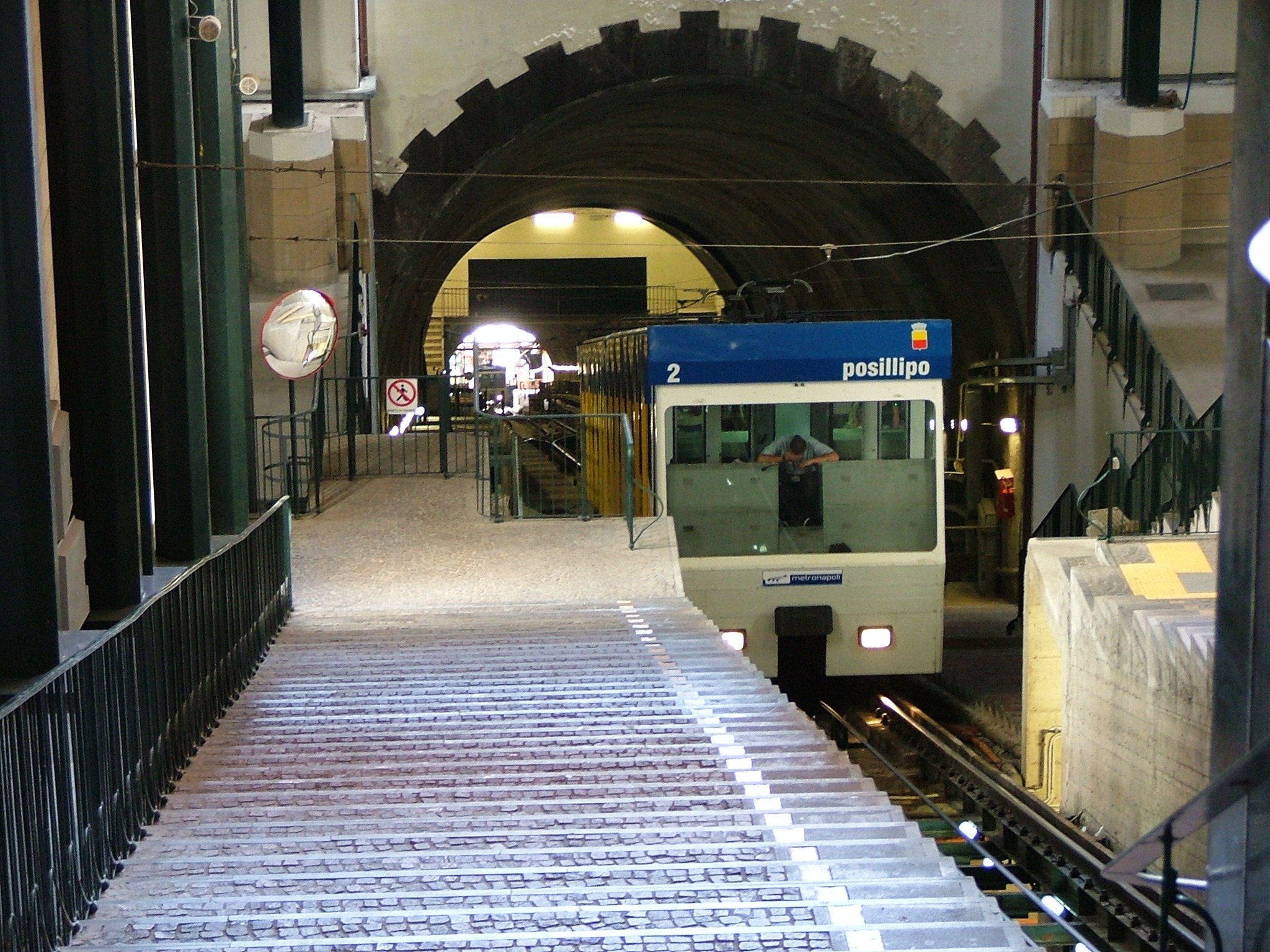

キアイア鋼索線、フニコラーレ・キアイア (funicolare di Chiaia) は、ナポリ市の公共交通設備の一つで、ヴォーメロの中心地区すなわちヴァンヴィテッリ駅と、キアイア区のリヴィエーラ・ディ・キアイアの上の地区（すなわちlinea 2のピアッツァ・アメデーオ駅）とを繋ぐ。
19世紀の終わり1889年に建設され、ナポリに造られた最初のケーブルカーであった。当初は蒸気で後の1900年代に電化された。その全長は500mで最大傾斜角度は29.18%である。起終点駅含めて4駅がある。現在はワイヤーロープによる中間地点複線の単線交走式。当初は、チェインによる複線交走式。そのためほぼ全線を占める隧道は複線用である。
2003年、ケーブルカーは修復が完了し、安全基準が適合された。さらに各駅はリバティ様式に改装され、新たに輝きを取り戻した。
山上駅は地下鉄Linea 1 と構内で繋がっている。そのためケーブルカーを降りると地上に出ずに地下鉄に乗ることができる（その逆も）。麓の駅と地下鉄Linea 2のピアッツァ・アメデーオ駅との同様の接続は検討中である。上の駅を出て2つ目のパラッツォーロ＝パルコ・マルコリーニ駅はフィリッポ・パリッツィ通り (Via Filippo Palizzi)にありジョアッキーノ・トーマ通り (Via Gioacchino Toma) にも行ける階段がある。さらに3つ目の駅はヴィットーリオ・エマヌエーレ通りにあり、最後の麓の駅はマルゲリータ公園 (Parco Margherita) にある。
| 駅                                                             | 連絡                | 備考   |
| -------------------------------------------------------------- | ------------------- | ------ |
| Via Cimarosa （チマローザ通り）                                | linea 1、中央鋼索線 | 操業中 |
| Palazzolo-Parco Marcolini （パラッツォーロ＝マルコリーニ公園） |                     | 操業中 |
| C.so Vittorio Emanuele （ヴィットーリオ・エマヌエーレ通り）    |                     | 操業中 |
| Via Regina Margherita （レジーナ・マルゲリータ通り）           | linea 2             | 操業中 |

## 路線図
|  |  | Via Cimarosa              |  |
|  |  |                           |  |
|  |  | Palazzolo-Parco Marcolini |  |
|  |  | C.so Vittorio Emanuele    |  |
|  |  |                           |  |
|  |  | Via Regina Margherita     |  |